# Cleithrolepis
Cleithrolepis è un genere estinto di pesci ossei appartenenti agli attinotterigi, vissuto dal Triassico inferiore (Induano) al Triassico medio (Anisico). I suoi resti fossili sono stati ritrovati in Australia (Nuovo Galles del Sud e Tasmania) e in Libia.

## Descrizione
Cleithrolepis raggiungeva una lunghezza di circa 30 centimetri. Presentava un corpo profondo, con muso alto e narici in posizione elevata. La mascella inferiore era sottile e debole, con denti solo nella parte anteriore.
Tra le caratteristiche distintive di Cleithrolepis si annoverano: il cranio molto profondo; la presenza di un osso dermpterotico accessorio; l'opercolo piccolo rispetto al subopercolo; il preopercolo possedeva un processo antero-ventrale; erano presenti tre sopraorbitali e un rostro-antorbitale a forma di Y; le scaglie erano ornamentate con piccoli tubercoli; le pinne dorsale e anale posizionate posteriormente, con fulcri prominenti.
Rispetto a generi affini come Cleithrolepidina, Cleithrolepis si distingue per una maggiore profondità cranica, un maggior numero di raggi branchiostegali, la differente disposizione delle suture craniche e un'ornamentazione ossea più marcata.

## Classificazione
Cleithrolepis è stato tradizionalmente incluso nell’ordine dei Perleidiformes, ma revisioni tassonomiche recenti hanno evidenziato la non monofilia di tale gruppo. Attualmente il genere è assegnato ai Polzbergiiformes, all'interno di una famiglia a sé stante, i Cleithrolepididae, comprendente anche Cleithrolepidina.
Le specie attualmente riconosciute del genere Cleithrolepis sono:
- Cleithrolepis altus Woodward, 1890 – Olenekiano o Anisico del Nuovo Galles del Sud, Australia (Formazione Terrigal);
- Cleithrolepis granulatus Egerton, 1864 – Induano (Triassico inferiore) della Tasmania (Formazione Knocklofty) e Anisico dell'Australia (Formazione Terrigal);[4]
- Cleithrolepis major Gardiner, 1988 – Anisico della Cirenaica, Libia (Formazione Alma).[5]

La specie C. brueckneri, proviene dal Triassico superiore della Germania, ma la sua appartenenza a Cleithrolepis è dubbia. Resti frammentari sono noti anche dal Ladinico della Spagna.
Altre specie precedentemente attribuite a Cleithrolepis sono state assegnate in seguito ad altri generi: C. extoni (ora Cleithrolepidina extoni) e C. cuyana (ora Pseudobeaconia cuyana, un membro dei Louwoichthyiformes).

## Paleoecologia e diffusione
Cleithrolepis viveva in ambienti d'acqua dolce, come fiumi, laghi e billabong, all’interno di un vasto sistema fluviale intrecciato che ha originato l'Arenaria di Hawkesbury nel Nuovo Galles del Sud. I fossili si trovano in lenti di scisti bituminosi all’interno dell’arenaria. Altri ritrovamenti provengono dalla Tasmania (formazione Knocklofty) e da carotaggi profondi (oltre 3300 m) effettuati in Libia.